# Marcia Mae Jones
Marcia Mae Jones (Los Angeles, 1º agosto 1924 – Los Angeles, 2 settembre 2007) è stata un'attrice statunitense.

## Biografia
Figlia dell'attrice Freda Jones, debuttò a due anni nel film Mannequin (1926). Si fece una notorietà di attrice bambina recitando con Shirley Temple in Heidi (1937) e in La piccola principessa (1939),  poi, da adolescente, con Jackie Moran, in alcuni film popolari.
Lavorò nel cinema fino a tutti gli anni Quaranta, poi fu assorbita dalla televisione. Nel 1951 partecipò alle serie comiche di Buster Keaton, poi a quelle di Cisco Kid, di Mister Ed, il mulo parlante, fino a Cannon, a Le strade di San Francisco e a Simon & Simon del 1983.
Sposata due volte, ebbe due figli.

## Riconoscimenti
- Young Hollywood Hall of Fame (1930's)

## Filmografia parziale

### Cinema
- Mannequin, regia di James Cruze (1926)
- Smile, Brother, Smile, regia di John  Francis Dillon (1927)
- L'enigma dell'alfiere nero (The Bishop Murder Case), regia di Nick Grinde (1930)
- Il campione (The Champ), regia di King Vidor (1931)
- La calunnia (These Three), regia di William Wyler (1936)
- Zoccoletti olandesi (Heidi), regia di Allan Dwan (1937)
- Emilio Zola (The Life of Emile Zola), regia di William Dieterle (1937)
- Pazza per la musica (Mad About Music), regia di Norman Taurog (1938)
- Le avventure di Tom Sawyer (The Adventures of Tom Sawyer), regia di Norman Taurog (1938)
- Il primo bacio (First Love), regia di Henry Koster (1939)
- La piccola principessa (The Little Princess), regia di Walter Lang (1939)
- Rivelazione (The Old Swimmin' Hole), regia di Robert F. McGowan (1940)
- Haunted House, regia di Robert F. McGowan (1940)
- Una ragazza per bene (Nice Girl?), regia di William A. Seiter (1941)
- Let's Go Collegiate, regia di Jean Yarbrough (1941)
- Secrets of a Co-Ed, regia di Joseph H. Lewis (1942)
- Il capo famiglia (Top Man), regia di Charles Lamont (1943)
- Prediletta di nessuno (Nobody's Darling), regia di Anthony Mann (1943)
- La casa della morte (Lady in the Death House), regia di Steve Sekely (1944)
- Street Corner, regia di Albert H. Kelley (1948)
- I gangster del fuoco (Arson, Inc.), regia di William Berke (1949)
- The Daughter of Rosie O'Grady, regia di David Butler (1950)
- Chicago Calling, regia di John Reinhardt (1951)
- Gioco d'azzardo (Rogue's Gallery), regia di Leonard Horn (1968)
- Come eravamo (The Way We Were), regia di Sydney Pollack (1973)
- Lo spettro di Edgar Allan Poe (The Spectre of Edgar Allan Poe), regia di Mohy Quandour (1974)

### Televisione
- Io e i miei tre figli (My Three Sons) – serie TV, episodi 4x18-7x23-8x28 (1964-1968)
- Tre nipoti e un maggiordomo (Family Affair) – serie TV, episodio 2x07 (1967)
- Le strade di San Francisco (The Streets of San Francisco) – serie TV, episodi 2x02-4x04 (1973-1975)